# Wall Peak
Der Wall Peak ist ein Berg im ostantarktischen Mac-Robertson-Land. Er ist der größte und nördlichste dreier spitzer Berge, die rund 8 km südöstlich des Husky-Massivs in den Prince Charles Mountains aufragen.
Luftaufnahmen der Australian National Antarctic Research Expeditions aus dem Jahr 1960 dienten seiner Kartierung. Das Antarctic Names Committee of Australia benannte ihn nach Brian Henry Wall, Ionosphärenphysiker auf der Wilkes-Station im Jahr 1960.